# جيرمين فيليبس
جيرمين فيليبس (بالإنجليزية: Jermaine Phillips)‏ هو لاعب كرة قدم أمريكية أمريكي، ولد في 27 مارس 1979 في روزويل في الولايات المتحدة.

## وصلات خارجية
- جيرمين فيليبس على موقع مرجع كرة القدم المحترفة.كوم (الإنجليزية)